# Ossèse
L'Ossèse est une petite rivière pyrénéenne du Sud de la France qui coule dans le département de l'Ariège en région Occitanie. C'est un affluent de l'Alet en rive gauche, donc un sous-affluent de la Garonne par l'Alet, puis par le Salat.

## Géographie
L'Ossèse prend sa source dans les Pyrénées ariégeoises, au niveau du Port de Marterat (2 217 mètres) qui fait communiquer la France et l'Espagne, entre le Cap de Ruhos (2 618 mètres) et le Pic de Marterat (2 662 mètres), c'est-à-dire à la frontière espagnole. Dès sa naissance, son cours est orienté du sud-sud-ouest vers le nord-nord-est. Après un parcours de près de 7 kilomètres, elle se jette dans l'Alet en rive gauche au niveau du hameau de Stillon, à trois kilomètres en amont de la petite agglomération d'Ustou, située à 15 kilomètres en amont d'Oust.

## Communes traversées
- L'Ossèse coule entièrement dans une seule commune de l'Ariège : Ustou.

## Hydrologie
L'Ossèse est une rivière typiquement montagnarde et donc peu régulière mais abondante, à l'instar de ses voisines de la région des Pyrénées, et avant tout de l'Alet. Son débit a été observé durant une période de 15 ans (1913-1927), à Ustou, au niveau de son confluent avec l'Alet. La surface prise en compte est de 19 km2.
Le module de la rivière est de 0,928 m3/s.
L'Ossèse présente des fluctuations saisonnières de débit bien marquées, comme c'est la norme dans les régions de haute montagne. Les hautes eaux se déroulent au printemps et en été et résultent avant tout de la fonte des neiges. Elles se caractérisent par des débits mensuels moyens allant de 1,05 à 2,45 m3/s, d'avril à juillet, avec un maximum très net en mai puis en juin. À partir de la seconde partie du mois de juin, le débit baisse rapidement jusqu'aux basses eaux d'été-automne-hiver qui ont lieu d'août à février (minimum de 0,392 m3/s en janvier). En automne, on constate un léger rebond (0,741 m3/s en novembre) lié aux pluies de saison. Bien sûr, ces moyennes mensuelles ne sont que des moyennes et cachent des fluctuations bien plus prononcées sur de courtes périodes ou selon les années.
Aux étiages, le VCN3 peut chuter jusque 0,130 m3/s (130 litres), en cas de période quinquennale sèche, ce qui est très loin d'être sévère et reste tout à fait consistant.
Les crues ne sont guère très importantes, compte tenu de la petitesse du bassin versant. La série des QIX n'a pas été calculée, mais la série des QJX l'a bien été. Les QJX 2 et QJX 5 valent respectivement 3,9 et 5,1 m3/s. Le QJX 10 est de 5,9 m3/s, le QJX 20 de 6,6 m3/s, tandis que le QJX 50 n'a pas été calculé faute d'une durée d'observation suffisante pour le définir.
Le débit journalier maximal enregistré à la station hydrométrique d'Ustou a été de 8,36 m3/s le 27 octobre 1914. Si l'on compare cette valeur à l'échelle des QJ de la rivière, l'on constate que le niveau de cette crue était nettement supérieur au niveau de crue vicennale défini par le QJX 20, et donc exceptionnel.
L'Ossèse est une rivière petite, mais extrêmement abondante. La lame d'eau écoulée dans son bassin versant est de 1 526 millimètres annuellement, ce qui est près de cinq fois supérieur à la moyenne d'ensemble de la France (320 millimètres), et dépasse les moyennes du bassin de l'Alet et du Salat (1 428 millimètres à Seix). Le débit spécifique (ou Qsp) atteint 48,3 litres par seconde et par kilomètre carré de bassin.